# مطار باجا خان الدولي
مطار باجا خان أو مطار بيشاور (إياتا: PEW، إيكاو: OPPS) هو مطار دولي، يقع في شمال غرب باكستان ويخدم مدينة بيشاور.

## شركات الطيران
| شركـات طيـران                     | الوجهات |
| --------------------------------- | --- |
| العربية للطيران                   | مطار رأس الخيمة الدولي، مطار الشارقة الدولي |
| طيران الإمارات                    | مطار دبي الدولي |
| فلاي جناح                         | مطار جناح الدولي |
| طيران الخليج                      | مطار البحرين الدولي (تنتهي في 27 أكتوبر 2024) |
| الخطوط الجوية الدولية الباكستانية | مطار زايد الدولي، مطار حمد الدولي، مطار دبي الدولي، مطار الملك عبد العزيز الدولي، مطار جناح الدولي، مطار مسقط الدولي، مطار الملك خالد الدولي، مطار الشارقة الدولي |
| الخطوط الجوية القطرية             | مطار حمد الدولي |
| الخطوط السعودية                   | مطار الملك عبد العزيز الدولي، مطار الملك خالد الدولي |
| طيران السلام                      | مطار مسقط الدولي |
| سيرين للطيران                     | مطار دبي الدولي، مطار الملك عبد العزيز الدولي، مطار جناح الدولي، مطار الملك خالد الدولي، مطار الشارقة الدولي                                                      |

## وصلات خارجية
- مطار باجا خان الدولي في موقع World Areo Data نسخة محفوظة 28 أبريل 2013 at Archive.is
- مطار باجا خان الدولي في موقع NOAA
- مطار باجا خان الدولي في موقع Aviation Safety